# Heidi Robbins
Heidi Robbins (Seattle, 3 de julio de 1991) es una deportista estadounidense que compitió en remo. Ganó dos medallas de oro en el Campeonato Mundial de Remo, en los años 2014 y 2015, ambas en la prueba de ocho con timonel.

## Palmarés internacional
| Campeonato Mundial | Campeonato Mundial       | Campeonato Mundial | Campeonato Mundial |
| Año                | Lugar                    | Medalla            | Prueba             |
| ------------------ | ------------------------ | ------------------ | ------------------ |
| 2014               | Ámsterdam (Países Bajos) | Medalla de oro     | Ocho con timonel   |
| 2015               | Aiguebelette (Francia)   | Medalla de oro     | Ocho con timonel   |